# Chiesa proprietaria
Chiesa proprietaria (in latino: ecclesia propria o propriae haereditatis) era un edificio di culto (chiesa o monastero) medioevale che veniva fatto erigere da laici (nobili locali, conti, duchi e addirittura re) per motivi privati. 

## Descrizione
In quella chiesa, o monastero, il fondatore aveva il diritto d'investitura, cioè di insediamento o destituzione del parroco (chiesa) o dell'abate o badessa (monastero) senza dover chiedere l'approvazione del vescovo. 

Il fondatore era il rappresentante dell'autorità nella sua chiesa o monastero; riscuoteva decime ed altri introiti. Aveva il dovere di provvedere alle esigenze materiali e spirituali dell'istituzione. In contropartita il signore dell'istituzione ed i suoi congiunti erano ricordati nelle preghiere alla memoria: questo era, perlomeno teoricamente, il motivo principale dell'erezione di una chiesa od un monastero sul proprio terreno. Il vescovo, da parte sua, si vedeva spesso obbligato, a causa del calo della sua influenza, a promuovere queste iniziative.
Le chiese proprietarie raggiunsero il culmine del loro sviluppo nel IX e X secolo. Dato che le chiese ed i monasteri proprietari potevano essere acquistati, scambiati ed ereditati, essi perdettero sempre più i loro scopi religiosi, sebbene le chiese stesse non potessero venir profanate. Uffici divini divennero spesso oggetto di simonia, molte di queste istituzioni finirono col venir  affidate a religiosi, e persino a laici, inadatti, che attiravano l'attenzione di fronte al vescovo diocesano, a causa della loro disobbedienza ed al loro modo dissoluto di vivere. Se uno dei servitori del padrone veniva investito da quest'ultimo della piena autorità di prete, egli poteva venir utilizzato anche per lavori supplementari di livello assai più basso.
Il movimento di riforma cluniacense della vita monastica ebbe effetto contro queste degenerazioni. L'imperatore Ludovico il Pio, negli anni 818 ed 819, disciplinò talmente l'istituto delle chiese proprietarie, che il pieno diritto di proprietà del signore titolare dell'istituzione andò perduto e la sua chiesa proprietaria non poté più essere spogliata a favore del suo patrimonio.
La controversia sulla nomina dei vescovi e degli abati si concretizzò nell'XI secolo con la lotta per le investiture fra l'imperatore ed il papa. Grazie a papa Alessandro III, con il terzo Concilio lateranense del 1179, il diritto dei laici riguardo alle chiese proprietarie fu mutato in un "diritto di patronato": al proprietario della chiesa eretta da lui o dai suoi predecessori sul terreno di proprietà venne accordato il diritto di proporre il candidato religioso (o di opporre il proprio veto su un certo candidato) ma l'incarico doveva essere conferito dal vescovo.
Sebbene l'istituzione delle chiese proprietarie fosse vista, a partire dalla riforma dell'XI secolo, prevalentemente in modo negativo, questa rese possibile spesso, a causa dello struttura rudimentale della organizzazione ecclesiale diocesana, l'assistenza spirituale alla popolazione locale.
Tracce dell'istituzione delle chiese proprietarie si trovano fin nei tempi odierni nei Patronati ecclesiastici, come nelle chiese e cappelle reali in Gran Bretagna (royal peculiars), dei quali l'Abbazia di Westminster è un significativo esempio. In questo caso è più giusto però parlare di chiesa palatina, che ha un suo ambito giuridico ben più ampio di quello di un semplice giuspatronato.